# Modo diablo
Modo Diablo fue un supergrupo argentino de Trap latino conformado por los raperos argentinos Duki, YSY A y Neo Pistea. 
A pesar de no haber lanzado ningún álbum de estudio como tal en sus años en actividad, los cinco exitosos sencillos oficiales que lanzaron y sus colaboraciones entre sí lo convirtieron en uno de los actos musicales más importantes para la popularización del Trap latino y la cultura del hip-hop en Argentina. Aunque se declararon separados en 2019, todavía continúan tocando en vivo juntos esporádicamente en conciertos de cada uno.
Los tres integrantes residieron en una localidad en Villa Crespo, en la dirección Antezana 247, la cual fue descrita por los medios nacionales como "la cuna" del trap argentino.

## Contexto y antecedentes
En 2016, YSY A (Alejo Acosta) era el creador y host de la competencia de batallas de rap El Quinto Escalón, el cual ese año se había convertido en un fenómeno viral en Internet y en una de las competencias de freestyle más renombradas de habla hispana.En la competencia, Duki (Mauro Lombardo) era un competidor frecuente y uno de los más populares entre la audiencia. Tanto Acosta como Lombardo tenían intenciones de iniciar una carrera musical, con el primero formando parte de la banda de rap rock La Cofradía, y dejar de lado sus facetas como batalladores de rap, por lo que al año siguiente Acosta decidió finalizar la competencia que creó con un evento en el Microestadio Malvinas Argentinas. En un tour autogestionado por Acosta junto a La Cofradía, conoció a Neo Pistea (Sebastián Chinellato), líder del grupo de trap KMD Label,aunque sería a través de Lombardo que la relación entre los tres empezaría.
Unos meses más tarde decidieron mudarse juntos a la zona de Villa Crespo, precisamente a la dirección Antezana 247 (que más tarde sería el primer álbum de estudio de Ysy A), a la cual se apodó "La Mansión". La primera canción que lanzaron viviendo allí fue «Wanda Nara», aunque solo participaron Neo Pistea y Duki.

## Historia
El primer sencillo que lanzaron en conjunto fue «Uh» (lanzado en ese entonces bajo el nombre «Babeado bebé») el 2 de enero de 2018 a las 17:00 (GMT -3), dando comienzo implícitamente al grupo. Un mes después Duki lanzó «Otro level» junto a Ysy A, dónde se muestran los dos en un hotel, haciendo la primera gira de Modo diablo. El 15 de marzo de ese año lanzaron «Quavo» (con referencias al rapero Quavo), la canción denominada más icónica de este grupo. De allí en adelante, mientras vivían juntos comenzaron a trabajar en sus proyectos en solitario hasta que Duki, mientras hacían sus gira en las provincias de Argentina publicó en Youtube «Todo negro», que rápidamente superó el millón de reproducciones. En ese año también comenzaron su primera gira internacional, la cual también continuó el año siguiente, presentándose en Uruguay, Chile y más de diez municipios de España. En noviembre, YSY A, publicó Antezana 247, filtrando así la dirección de la famosa mansión en la que se hospedaban y dando fin al primer ciclo del grupo.
| «Es muy grato porque trabajamos un montón para lograr esto, yo nos veía a nosotros metidos días y noches sin parar buscando que eso pase. Es muy grato por parte, entonces, pero también este año me hice muy consciente de esa responsabilidad. »—YSY A sobre el éxito de «Modo diablo», Diario Río Negro 2019 |

Su debut musical en 2019 fue precisamente el 8 de febrero con la publicación de «Trap N' Export», el cuarto sencillo en conjunto de los tres que superó las tres millones de visualizaciones en tres días. Los artistas continuaron su carrera en solitario, participando en reconocidos sencillos como «Tumbando el club» de Neo Pistea o «Tussi» de Marcianoscrew.
Su última aparición como trío musical fue «Vuelta a la Luna (Remix)» lanzado el 8 de abril de ese año por YSY A con un "modo diablo" consagrado como se muestra en la tapa y videoclip. Este último sencillo cosechó más de 40 millones de reproducciones en Spotify. La última aparición en vivo fue el 19 de noviembre de ese año.

## Legado
El fin del grupo por cuestiones profesionales supuso el lanzamiento de Súper sangre joven, primer álbum de Duki y Hecho a mano, segundo álbum de YSY A. El reconocimiento internacional del trío provocó lo mismo con los artistas en solitario, estos lograron posicionarse en la escena del trap como referentes, asimismo el grupo. Mientras que, la casa donde vivieron ubicada en Antezana 247, se convirtió en un museo turístico con una vista graffiteada y escrita por los fanáticos que estuvieron allí. Los fanáticos del trío pidieron que compren la casa y la usen como museo o sea declarada como patrimonio cultural.
A pesar de su disolución, los artistas siguieron interpretando los temas del supergrupo en sus shows, como por ejemplo en las presentaciones de Duki en Estadio Vélez Sarsfield y Estadio Monumental o YSY A en el Estadio Tomás Adolfo Ducó. El 8 de junio de 2024 se presentaron nuevamente en el show de Duki en el Estadio Santiago Bernabéu de Madrid ante más de 70 mil personas, allí tocaron los temas «Quavo», «Trap N' Export», «Vuelta a la Luna» respectivamente.

## Sencillos
| Fecha                   | Título                     | Pos. | Notas |
| ----------------------- | -------------------------- | ---- | --- |
| 2 de enero de 2018      | «Uh»                       | —    | Primer canción que lanzó Modo diablo, también conocida como Babeado bebé (nombre con el que salió originalmente)                                                        |
| 15 de marzo de 2018     | «Quavo»                    | 11   | Segundo sencillo, con el que se popularizó el nombre #ModoDiablo, el más exitoso en números con 118 millones en YouTube y 80 millones en Spotify                        |
| 17 de noviembre de 2018 | «Todo negro»               | —    | Tercer sencillo, filtrado por Duki en un canal de Youtube llamado "Modo diablo" que dispone solo esa canción, superó las 500 mil visitas el mismo día de su lanzamiento |
| 8 de febrero de 2019    | «Trap N' Export»           | 32   | Cuarto sencillo, con un "Modo diablo" ya consagrado, el segundo título más exitoso del trío                                                                             |
| 18 de abril de 2019     | «Vuelta a la Luna (Remix)» | 33   | Quinto y último sencillo de Modo diablo, logró posicionarse en las listas de Uruguay y Argentina. El sencillo original contenía la participación de Duki                |
| 3 de junio de 2019      | «La Clase»                 | —    | Perteneciente al álbum Error 93 de Cazzu. Es la única colaboración del grupo bajo el nombre de "Modo Diablo"                                                            |

- Notas: la posición en lista es ubicada según los peaks mensuales de Spotify en Argentina